# Hermitov problem
Hermitov problem je v matematiki odprti problem, ki ga je leta 1848 postavil Charles Hermite. Vprašal je po načinu zapisa realnih števil kot zaporedje naravnih števil, tako da je zaporedje sčasoma periodično natanko tedaj, ko je število kubično iracionalno število.

## Motivacija
Standardni način zapisovanja realnih števil je s pomočno desetiškega zapisa, da velja:
{\displaystyle x=a_{0},a_{1}a_{2}a_{3}\ldots \!\,,}
kjer je a0 celo število, celi del x in a1, a2, a3… cela števila med 0 in 9. S takšno predstavitvijo je število x enako:
{\displaystyle x=\sum _{n=0}^{\infty }{\frac {a_{n}}{10^{n}}}\!\,.}
Realno število x je racionalno, če in samo če je njegov desetiški zapis sčasoma periodičen, oziroma, če obstajata takšni naravni števili N in p, da za vsak n ≥ N velja an+p = an.
Drug način zapisovanja števil je s pomočjo verižnih ulomkov, kot npr:
{\displaystyle x=[a_{0};a_{1},a_{2},a_{3},\ldots ]\!\,,}
kjer je a0 celo število, a1, a2, a3… pa so naravna števila. Iz tega zapisa lahko izrazimo x, ker je:
{\displaystyle x=a_{0}+{\cfrac {1}{a_{1}+{\cfrac {1}{a_{2}+{\cfrac {1}{a_{3}+\ddots }}}}}}\!\,.}
Če je x racionalno število, se zaporedje (an) konča po končno mnogo členih. Na drugi strani je Euler dokazal, da iracionalna števila zahtevajo neskončno zaporedje, da jih lahko izrazimo z verižnimi ulomki. To zaporedje je tudi sčasoma periodično, tako da obstajati takšni naravni števili N in p, da za vsak n ≥ N velja an+p = an, če in samo če je x kvadratno iracionalno število.

## Hermitovo vprašanje
Racionalna števila so algebrska števila, ki rešijo polinom stopnje 1, kvadratna iracionalna števila pa so algebrska števila, ki rešijo polinom stopnje 2. Za obe množici števil obstaja način konstrukcije zaporedja naravnih števil (an) z značilnostjo, da vsako zaporedje daje enolično realno število, in, da to realno število pripada odgovarjajoči množici, če in samo če je zaporedje periodično.
Hermite je leta 1848 napisal pismo Jacobiju in vprašal po možnosti posplošitve na način kjer vsakemu realnemu številu x priredimo zaporedje naravnih števil, da bo zaporedje periodično natanko tedaj, ko je x kubično iracionalno število, oziroma algebsko število stopnje 3? Ali bolj splošno - ali za vsako naravno število d obstaja način prireditve zaporedja naravnih števil vsakemu realnemu številu x, ko je x algebrsko število stopnje d?

## Pristopi
Zaporedja, ki poskušajo rešiti Hermitov problem, se pogosto imenujejo mnogorazsežni verižni ulomki. Že Jacobi je našel zgled za odgovarjajoče zaporedje, ki odgovarja vsakemu paru realnih števil (x,y), ki se je obnašalo kot mnogorasežni analogon verižnim ulomkom. Upal je, da bo pokazal, da bo zaporedje prirejeno paru (x, y) periodično, če in samo če x in y pripadata kubičnemu obsegu, vendar mu ni uspelo. Problem ostaja nerešen.
Namesto posplošitve verižnih ulomkov se pri drugem pristopu k problemu posplošuje funkcija Minkowskega. Ta funkcija ? : [0, 1] → [0, 1] prav tako izbira kvadratna iracionalna števila, ker je iracionalna, če in samo če je x iracionalen ali pa je kvadatno iracionalno število. Velja še naprej, da je x iracionalen, če in samo če je ?(x) diadično racionalno število in zato je x kvadratno iracionalno število natanko tedaj, ko ?(x) ni diadično racionalno število. Skonstruirali so različne posplošitve te funkcije, npr. za enotski kvadrat [0, 1] × [0, 1] ali za dvorazsežni simpleks, čeprav na ta način niso rešili Hermitovega problema.